# ベナルマデナ
ベナルマデナ（スペイン語: Benalmádena）は、スペイン・アンダルシア州マラガ県にあるムニシピオ（基礎自治体）。

## 地理
コスタ・デル・ソルと呼ばれる地域にある。マラガ県の県都マラガの12㎞西にあり、トレモリーノスとフエンヒローラに挟まれている。面積は27.2平方キロメートル。2018年の人口は6万7746人。マラガとトレモリーノスに次いで県内3番目の都市圏を形成している。

## 観光
観光名所としては、コロマレス城、高さ33mでありヨーロッパ最大の仏塔であるベナルマデナ仏塔、ベナルマデナマリーナ、ベナルマデナケーブルカーなどがある。

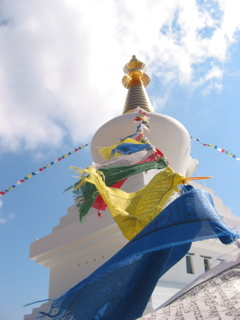
ベナルマデナ仏塔

## 姉妹都市
- フィナーレ・リーグレ（イタリア）
- ヌエビタス（キューバ）
- ベイオール（英語版）（トルコ）

## 関連著名人

### 出身者
- セリア・ビジャロボス（英語版） - 政治家。スペイン下院副議長。国民党所属。
- イバン・アギラール - サッカー選手。
- ホセ・アントニオ・クレスポ（英語版） - バドミントン選手。
- イスコ - サッカー選手。

### 在住者
- インペリオ・アルヘンティーナ（英語版） - 歌手。アルゼンチンのブエノスアイレス出身。ベナルマデナ在住。
- ジュニオル・フィルポ - ドミニカ共和国のサントドミンゴ出身。ベナルマデナに移住。